# Troisième circonscription d'Adama
La troisième circonscription d'Adama est une des 177 circonscriptions législatives de l'État fédéré Oromia, elle se situe dans la Zone Est Shoa. Son représentant actuel est Tadesse Zewde Abebe.